# 뮤직뱅크의 K-차트 1위 수상자 목록
KBS 2TV의 음악방송 《뮤직뱅크》의 K-차트 1위 수상자 목록이다.

## 수상자 목록

### MVP 수상자
- 시행기간 : 1998년 6월 16일(1회) ~ 1999년 10월 26일(69회)

### 1위 수상자
- 시행기간 : 1999년 11월 2일(70회) ~ 2001년 8월 9일(162회)

### K-Chart 1위 수상자
- 시행기간 : 2007년 9월 7일(429회) ~

#### 2007년
- 9월 7일 (429회) - BIGBANG 거짓말 [디지털 음원 차트]
- 9월 14일 (430회) - FT아일랜드 사랑앓이 [노래방 차트]
- 9월 21일 (431회) - 강진 땡벌 [시청자 선호도 차트]
- 9월 28일 (432회) - 휘성 사랑은 맛있다♡ [음반 차트]

10월
- 10월 5일 (433회) - BIGBANG 거짓말 (통산 2주) [디지털 음원 차트]
- 10월 12일 (434회) - FT아일랜드 천둥 [노래방 차트]
- 10월 19일 (435회) - BIGBANG 거짓말 (트리플 크라운) [시청자 선호도 차트]

11월
- 11월 2일 (436회) - 원더걸스 Tell Me [디지털 음원 차트]
- 11월 9일 (437회) - 원더걸스 Tell Me (2주 연속) [노래방 차트]
- 11월 16일 (438회) - 인순이 거위의 꿈 [시청자 선호도 차트]
- 11월 23일 (439회) - 브라운 아이드 소울 My Story [음반 차트]
- 11월 30일 (440회) - 원더걸스 Tell Me (트리플 크라운) [디지털 음원 차트]

12월
- 12월 7일 (441회) - 원더걸스 Tell Me (2주 연속, 통산 4주) [시청자 선호도 차트]
- 12월 14일 (442회) - BIGBANG 마지막 인사 [음반 차트]
- 12월 21일 (443회) - BIGBANG 마지막 인사 (2주 연속) [디지털 음원 차트]
- 12월 28일 (444회) - 원더걸스 Tell Me (통산 5주) [2007 가요 BEST 50][1]

#### 2008년
| 1월 - 1월 4일 (445회) - 원더걸스 Tell Me (두 번째 트리플 크라운) - 1월 11일 (446회) - BIGBANG 마지막 인사 (트리플 크라운) - 1월 18일 (447회) - 하하 너는 내 운명 - 1월 25일 (448회) - 토이 뜨거운 안녕 2월 - 2월 1일 (449회) - BIGBANG 마지막 인사 (통산 4주) - 2월 15일 (450회) - 박지헌 보고싶은 날엔 [디지털 음원 차트] - 2월 22일 (451회) - 브라운 아이드 걸스 L.O.V.E [디지털 음원 차트] - 2월 29일 (452회) - 소녀시대 Kissing You [2월 통합 차트] 3월 - 3월 7일 (453회) - 쥬얼리 One More Time [디지털 음원 차트] - 3월 14일 (454회) - 쥬얼리 One More Time (2주 연속) [디지털 음원 차트] - 3월 21일 (455회) - 쥬얼리 One More Time (트리플 크라운) [디지털 음원 차트] - 3월 28일 (456회) - 쥬얼리 One More Time (4주 연속) [3월 통합 차트] 4월 - 4월 4일 (457회) - 쥬얼리 One More Time (5주 연속) [디지털 음원 차트] - 4월 11일 (458회) - 쥬얼리 One More Time (두 번째 트리플 크라운) [디지털 음원 차트] - 4월 18일 (459회) - 쥬얼리 One More Time (7주 연속) [디지털 음원 차트] - 4월 25일 (460회) - 이승기 다 줄꺼야 [4월 통합 차트] 5월 - 5월 2일 (461회) - MC몽 서커스 [디지털 음원 차트] - 5월 9일 (462회) - MC몽 서커스 (2주 연속) [디지털 음원 차트] - 5월 16일 (463회) - MC몽 서커스 (트리플 크라운) [디지털 음원 차트] - 5월 23일 (464회) - MC몽 서커스 (4주 연속) [디지털 음원 차트] - 5월 30일 (465회) - MC몽 서커스 (5주 연속) [5월 통합 차트] 6월 - 6월 6일 (466회) - 원더걸스 So Hot [디지털 음원 차트] - 6월 13일 (467회) - 원더걸스 So Hot (2주 연속) [디지털 음원 차트] - 6월 20일 (468회) - 원더걸스 So Hot (트리플 크라운) [디지털 음원 차트] - 6월 27일 (469회) - 원더걸스 So Hot (4주 연속) [6월 통합 차트] | 7월 - 7월 4일 (470회) - 원더걸스 So Hot (5주 연속) (상반기 결산 특집 방송) - 7월 11일 (471회) - 원더걸스 So Hot (두 번째 트리플 크라운) [디지털 음원 차트] - 7월 18일 (472회) - 다비치 사랑과 전쟁 [디지털 음원 차트] - 7월 25일 (473회) - 브라운 아이즈 가지마 가지마 [7월 통합 차트] 8월 - 8월 1일 (474회) - 이효리 U-Go-Girl [디지털 음원 차트] - 8월 8일 (475회) - 이효리 U-Go-Girl (2주 연속) [디지털 음원 차트] - 8월 15일 (결방) - 이효리 U-Go-Girl (트리플 크라운) [디지털 음원 차트] - 8월 22일 (결방) - BIGBANG 하루하루 [디지털 음원 차트] - 8월 29일 (476회) - 서태지 Moai [8월 통합 차트] 9월 - 9월 5일 (477회) - BIGBANG 하루하루 (통산 2주) [디지털 음원 차트] - 9월 12일 (478회) - BIGBANG 하루하루 (트리플 크라운) [디지털 음원 차트] - 9월 19일 (결방) - BIGBANG 하루하루 (통산 4주, 3주 연속) [디지털 음원 차트] - 9월 26일 (479회) - BIGBANG 하루하루 (통산 5주, 4주 연속) [9월 통합 차트] 10월 - 10월 3일 (480회) - 원더걸스 Nobody [디지털 음원 차트] - 10월 10일 (481회) - 원더걸스 Nobody (2주 연속) [디지털 음원 차트] - 10월 17일 (482회) - 원더걸스 Nobody (트리플 크라운) [디지털 음원 차트] - 10월 24일 (483회) - 원더걸스 Nobody (4주 연속) [디지털 음원 차트] - 10월 31일 (결방) - 동방신기 주문-MIROTIC [10월 통합 차트] 11월 - 11월 7일 (484회) - 김종국 어제보다 오늘 더 [디지털 음원 차트] - 11월 14일 (485회) - 김종국 어제보다 오늘 더 (2주 연속) [디지털 음원 차트] - 11월 21일 (486회) - BIGBANG 붉은 노을 [디지털 음원 차트] - 11월 28일 (487회) - BIGBANG 붉은 노을 (2주 연속) [11월 통합 차트] 12월 - 12월 5일 (488회) - 백지영 총 맞은 것처럼 [디지털 음원 차트] - 12월 12일 (489회) - 백지영 총 맞은 것처럼 (2주 연속) [디지털 음원 차트] - 12월 19일 (490회) - 백지영 총 맞은 것처럼 (트리플 크라운) [디지털 음원 차트] - 12월 26일 (491회) - BIGBANG 붉은 노을 (트리플 크라운) [12월 통합 차트] / 동방신기 주문-MIROTIC [2008 뮤직뱅크 MVP] |

#### 2009년
| 1월 - 1월 2일 (492회) - 백지영 총 맞은 것처럼 (통산 4주) [디지털 음원 차트] - 1월 9일 (493회) - 백지영 총 맞은 것처럼 (2주 연속, 통산 5주) [디지털 음원 차트] - 1월 16일 (494회) - 소녀시대 Gee [디지털 음원 차트] - 1월 23일 (495회) - 소녀시대 Gee (2주 연속) [디지털 음원 차트] - 1월 30일 (496회) - 소녀시대 Gee (트리플 크라운) [1월 통합 차트] 2월 - 2월 6일 (497회) - 소녀시대 Gee (4주 연속) [디지털 음원 차트] - 2월 13일 (498회) - 소녀시대 Gee (5주 연속) [디지털 음원 차트] - 2월 20일 (499회) - 소녀시대 Gee (두 번째 트리플 크라운) [디지털 음원 차트] - 2월 27일 (500회 특집) - 소녀시대 Gee (7주 연속) [2월 통합 차트] 3월 - 3월 6일 (501회) - 소녀시대 Gee (8주 연속) [디지털 음원 차트] - 3월 13일 (502회) - 소녀시대 Gee (세 번째 트리플 크라운) [디지털 음원 차트] - 3월 20일 (503회) - 다비치 8282 [디지털 음원 차트] - 3월 27일 (504회) - 슈퍼주니어 Sorry, Sorry [3월 통합 차트] 4월 - 4월 3일 (505회) - 다비치 8282 (통산 2주) [디지털 음원 차트] - 4월 10일 (506회) - 손담비 토요일 밤에 [디지털 음원 차트] - 4월 17일 (507회) - 손담비 토요일 밤에 (2주 연속) [디지털 음원 차트] - 4월 24일 (508회) - 슈퍼주니어 Sorry, Sorry (통산 2주) [4월 통합 차트] 5월 - 5월 1일 (509회) - 슈퍼주니어 Sorry, Sorry (트리플 크라운) - 5월 8일 (510회) - 슈퍼주니어 Sorry, Sorry (통산 4주, 3주 연속) - 5월 15일 (511회) - 슈퍼주니어 Sorry, Sorry (통산 5주, 4주 연속) - 5월 22일 (512회) - 슈퍼주니어 너라고 - 5월 29일 - 씨야 & 다비치 & 지연 여성시대 6월 - 6월 5일 (513회) - 샤이니 Juliette - 6월 12일 (514회) - 2PM Again ＆ Again - 6월 19일 (515회) - 샤이니 Juliette (통산 2주) - 6월 26일 (516회) - 샤이니 Juliette (트리플 크라운) / 소녀시대 Gee (통산 10주) [상반기 결산 K-CHART] | 7월 - 7월 3일 (517회) - 2PM 니가 밉다 - 7월 10일 (518회) - 소녀시대 소원을 말해봐 - 7월 17일 (519회) - 2NE1 I Don't Care - 7월 24일 (520회) - 2NE1 I Don't Care (2주 연속) - 7월 31일 (521회) - 2NE1 I Don't Care (트리플 크라운) 8월 - 8월 7일 (522회) - 2NE1 I Don't Care (4주 연속) - 8월 14일 (523회) - 2NE1 I Don't Care (5주 연속) - 8월 21일 (결방) - 브라운 아이드 걸스 Abracadabra - 8월 28일 (524회) - G-Dragon Heartbreaker 9월 - 9월 4일 (525회) - G-Dragon Heartbreaker (2주 연속) - 9월 11일 (526회) - G-Dragon Heartbreaker (트리플 크라운) - 9월 18일 (527회) - G-Dragon Heartbreaker (4주 연속) - 9월 25일 (528회) - G-Dragon Heartbreaker (5주 연속) 10월 - 10월 2일 - 김태우 사랑비 - 10월 9일 (529회) - 김태우 사랑비 (2주 연속) - 10월 16일 (530회) - 김태우 사랑비 (트리플 크라운) - 10월 23일 (결방) - 리쌍 헤어지지 못하는 여자, 떠나가지 못하는 남자 - 10월 30일 (531회) - 샤이니 Ring Ding Dong 11월 - 11월 6일 (532회) - 샤이니 Ring Ding Dong (2주 연속) - 11월 13일 (533회) - SS501 Love Like This - 11월 20일 (534회) - SS501 Love Like This (2주 연속) - 11월 27일 (535회) - 2PM Heartbeat 12월 - 12월 4일 (536회) - 2PM Heartbeat (2주 연속) - 12월 11일 (537회) - 2PM Heartbeat (트리플 크라운) - 12월 18일 (538회) - 2PM Heartbeat (4주 연속) - 12월 25일 (539회) - 소녀시대 Gee (통산 11주) [연말 결산 K-CHART] / 2PM Heartbeat (5주 연속) |

#### 2010년
| 1월 - 1월 1일 (540회) - T-ARA Bo Peep Bo Peep - 1월 8일 (541회) - T-ARA Bo Peep Bo Peep (2주 연속) - 1월 15일 (542회) - 조권 X 가인 우리 사랑하게 됐어요 - 1월 22일 (543회) - 조권 X 가인 우리 사랑하게 됐어요 (2주 연속) - 1월 29일 (544회) - 씨엔블루 외톨이야 2월 - 2월 5일 (545회) - 소녀시대 Oh! - 2월 12일 (546회) - 소녀시대 Oh! (2주 연속) - 2월 19일 (547회) - 소녀시대 Oh! (트리플 크라운) - 2월 26일 (548회) - 소녀시대 Oh! (4주 연속) 3월 - 3월 5일 (549회) - 소녀시대 Oh! (5주 연속) - 3월 12일 (550회) - KARA Lupin - 3월 19일 (551회) - KARA Lupin (2주 연속) - 3월 26일 (552회) - KARA Lupin (트리플 크라운) 4월 - 4월 2일 - 소녀시대 Run Devil Run - 4월 9일 - 소녀시대 Run Devil Run (2주 연속) - 4월 16일 - 비 널 붙잡을 노래 - 4월 23일 - 비 널 붙잡을 노래 (2주 연속) - 4월 30일 (553회) - 비 널 붙잡을 노래 (트리플 크라운) 5월 - 5월 7일 (554회) - 2PM Without U - 5월 14일 (555회) - 2PM Without U (2주 연속) - 5월 21일 (556회) - 슈퍼주니어 미인아 - 5월 28일 (557회) - 슈퍼주니어 미인아 (2주 연속) 6월 - 6월 4일 (558회) - 슈퍼주니어 미인아 (트리플 크라운) - 6월 11일 (559회) - SS501 Love Ya - 6월 18일 (560회) - SS501 Love Ya (2주 연속) - 6월 25일 (561회) - 아이유 (with 임슬옹 of 2AM) 잔소리 / 소녀시대 Oh! (두 번째 트리플 크라운) | 7월 - 7월 2일 (562회) - 아이유 (with 임슬옹 of 2AM) 잔소리 (2주 연속) - 7월 9일 (563회) - 슈퍼주니어 너 같은 사람 또 없어 - 7월 16일 (564회) - 태양 I Need A Girl - 7월 23일 (565회) - miss A Bad Girl Good Girl - 7월 30일 (566회) - 샤이니 Lucifer 8월 - 8월 6일 (567회) - 샤이니 Lucifer (2주 연속) - 8월 13일 (568회) - 보아 Hurricane Venus - 8월 20일 (569회) - 보아 Hurricane Venus (2주 연속) - 8월 27일 (570회) - 보아 Hurricane Venus (트리플 크라운) 9월 - 9월 3일 (571회) - 옴므 밥만 잘 먹더라 - 9월 10일 (572회) - FT아일랜드 사랑 사랑 사랑 - 9월 17일 (573회) - 2NE1 Can't Nobody - 9월 24일 (574회) - 2NE1 Go Away 10월 - 10월 1일 (575회) - 2NE1 Go Away (2주 연속) - 10월 8일 (576회) - BEAST 숨 - 10월 15일 - 샤이니 Hello - 10월 22일 (577회) - 2PM I'll Be Back - 10월 29일 (578회) - 2PM I'll Be Back (2주 연속) 11월 - 11월 5일 (579회) - 소녀시대 훗 - 11월 12일 (580회) - 소녀시대 훗 (2주 연속) - 11월 19일 (581회) - 소녀시대 훗 (트리플 크라운) - 11월 26일 - 소녀시대 훗 (4주 연속) 12월 - 12월 3일 (582회) - 소녀시대 훗 (5주 연속) - 12월 10일 (583회) - KARA Jumping - 12월 17일 (584회) - 소녀시대 Oh! (통산 7주) / SISTAR 니까짓게 - 12월 24일 (585회) - 아이유 좋은 날 - 12월 31일 - 아이유 좋은 날 (2주 연속) |

#### 2011년
| 1월 - 1월 7일 (586회) - 아이유 좋은 날 (트리플 크라운) - 1월 14일 (587회) - 동방신기 왜 (Keep Your Head Down) - 1월 21일 (588회) - 동방신기 왜 (Keep Your Head Down) (2주 연속) - 1월 28일 (589회) - 동방신기 왜 (Keep Your Head Down) (3주 연속) 2월 - 2월 4일 - 시크릿 Shy Boy - 2월 11일 (590회) - 시크릿 Shy Boy (2주 연속) - 2월 18일 (591회) - 시크릿 Shy Boy (트리플 크라운) - 2월 25일 (592회) - G.NA Black & White 3월 - 3월 4일 (593회) - BIGBANG Tonight - 3월 11일 (594회) - BIGBANG Tonight (2주 연속) - 3월 18일 (595회) - BIGBANG Tonight (트리플 크라운) - 3월 25일 (596회) - 동방신기 이것만은 알고 가 (Before U Go) 4월 - 4월 1일 (597회) - CNBLUE 직감 - 4월 8일 (598회) - CNBLUE 직감 (2주 연속) - 4월 15일 (599회) - CNBLUE 직감 (트리플 크라운) - 4월 22일 (600회 특집) - BIGBANG Love Song - 4월 29일 (601회) - f(x) 피노키오 (Danger) 5월 - 5월 6일 (602회) - 박재범 Abandoned - 5월 13일 (603회) - 박재범 Abandoned (2주 연속) - 5월 20일 (604회) - f(x) 피노키오 (Danger) (통산 2주) - 5월 27일 (605회) - BEAST 비가 오는 날엔 6월 - 6월 3일 (606회) - BEAST Fiction - 6월 10일 (607회) - BEAST Fiction (2주 연속) - 6월 17일 (608회) - 김현중 Break Down - 6월 24일 (609회) - 김현중 Break Down (2주 연속) | 7월 - 7월 1일 (610회) - 2PM Hands Up - 7월 8일 (611회) - 2PM Hands Up (2주 연속) - 7월 15일 (612회) - 2PM Hands Up (트리플 크라운) - 7월 22일 - 2PM Hands Up (4주 연속) - 7월 29일 (613회) - miss A Good-Bye Baby 8월 - 8월 5일 (614회) - 2NE1 내가 제일 잘 나가 - 8월 12일 (615회) - 슈퍼주니어 Mr. Simple - 8월 19일 (616회) - 슈퍼주니어 Mr. Simple (2주 연속) - 8월 26일 (617회) - 슈퍼주니어 Mr. Simple (트리플 크라운) 9월 - 9월 2일 (618회) - 슈퍼주니어 Mr. Simple (4주 연속) - 9월 9일 (619회) - 슈퍼주니어 Mr. Simple (5주 연속) - 9월 16일 (620회) - KARA Step - 9월 23일 (621회) - KARA Step (2주 연속) - 9월 30일 (622회) - 허각 Hello 10월 - 10월 7일 (623회) - 다비치 안녕이라고 말하지마 - 10월 14일 (624회) - 다비치 안녕이라고 말하지마 (2주 연속) - 10월 21일 (625회) - 김현중 Lucky Guy - 10월 28일 (626회) - 소녀시대 The Boys 11월 - 11월 4일 (627회) - 소녀시대 The Boys (2주 연속) - 11월 11일 (628회) - 소녀시대 The Boys (트리플 크라운) - 11월 18일 (629회) - 소녀시대 The Boys (4주 연속) - 11월 25일 (630회) - 소녀시대 The Boys (5주 연속) 12월 - 12월 2일 (631회) - 소녀시대 The Boys (6주 연속) - 12월 9일 (632회) - 아이유 너랑 나 - 12월 16일 (633회) - 아이유 너랑 나 (2주 연속) - 12월 23일 (634회) - 아이유 너랑 나 (트리플 크라운)/ 아이유 좋은 날 (통산 4주) [2011 연말 결산 K-CHART] - 12월 30일 - 아이유 너랑 나 (4주 연속) |

#### 2012년
| 1월 - 1월 6일 (635회) - 아이유 너랑 나 (5주 연속) - 1월 13일 (636회) - 아이유 너랑 나 (두 번째 트리플 크라운) - 1월 20일 (637회) - T-ARA Lovey-Dovey - 1월 27일 (638회) - T-ARA Lovey-Dovey (2주 연속) 2월 - 2월 3일 (639회) - 틴탑 미치겠어 - 2월 10일 (640회) - T-ARA Lovey-Dovey (트리플 크라운) - 2월 17일 (641회) - T-ARA Lovey-Dovey (통산 4주) - 2월 24일 (642회) - 박재범 Know Your Name 3월 - 3월 2일 (643회) - 케이윌 니가 필요해 - 3월 9일 (644회) - BIGBANG BLUE - 3월 16일 (645회) - BIGBANG BLUE (2주 연속) - 3월 23일 (646회) - 2AM 너도 나처럼 - 3월 30일 (647회) - 2AM 너도 나처럼 (2주 연속) 4월 - 4월 6일 - 샤이니 Sherlock 설록 - 4월 13일 (648회) - 샤이니 Sherlock 설록 (2주 연속) - 4월 20일 (649회) - CNBLUE Hey You - 4월 27일 (650회) - SISTAR 나 혼자 5월 - 5월 4일 (651회) - SISTAR 나 혼자 (2주 연속) - 5월 11일 (652회) - 소녀시대-태티서 Twinkle - 5월 18일 (653회) - 소녀시대-태티서 Twinkle (2주 연속) - 5월 25일 (654회) - 소녀시대-태티서 Twinkle (트리플 크라운) 6월 - 6월 1일 (655회) - 인피니트 추격자 - 6월 8일 (656회) - G.NA 2HOT - 6월 15일 (657회) - 원더걸스 Like This - 6월 22일 (658회) - f(x) Electric Shock - 6월 29일 (659회) - f(x) Electric Shock (2주 연속) | 7월 - 7월 6일 - 조권 (feat. 자이언티) I'm Da One - 7월 13일 (660회) - SISTAR Loving U - 7월 20일 (661회) - 슈퍼주니어 Sexy, Free & Single - 7월 27일 (662회) - 슈퍼주니어 Sexy, Free & Single (2주 연속) 8월 - 8월 3일 - SISTAR Loving U (통산 2주) - 8월 10일 (663회) - BEAST 아름다운 밤이야 - 8월 17일 (664회) - 싸이 강남스타일 - 8월 24일 (665회) - 싸이 강남스타일 (2주 연속) - 8월 31일 (666회) - 싸이 강남스타일 (트리플 크라운) 9월 - 9월 7일 (667회) - KARA Pandora - 9월 14일 (668회) - 싸이 강남스타일 (통산 4주) - 9월 21일 (669회) - 싸이 강남스타일 (통산 5주, 2주 연속) - 9월 28일 (670회) - 싸이 강남스타일 (두 번째 트리플 크라운) 10월 - 10월 5일 (671회) - 싸이 강남스타일 (통산 7주, 4주 연속) - 10월 12일 (672회) - 싸이 강남스타일 (통산 8주, 5주 연속) - 10월 19일 (673회) - 싸이 강남스타일 (세 번째 트리플 크라운) - 10월 26일 (674회) - 싸이 강남스타일 (통산 10주, 7주 연속) 11월 - 11월 2일 (675회) - 싸이 강남스타일 (통산 11주, 8주 연속) - 11월 9일 (676회) - 싸이 강남스타일 (네 번째 트리플 크라운) - 11월 16일 (677회) - 싸이 강남스타일 (통산 13주, 10주 연속) - 11월 23일 (678회) - 에일리 보여줄게 - 11월 30일 (679회) - 싸이 강남스타일 (통산 14주) 12월 - 12월 7일 (680회) - 이승기 되돌리다 - 12월 14일 - 양요섭 카페인 - 12월 21일 (681회) - 싸이 강남스타일 (다섯 번째 트리플 크라운) [2012 연말 결산 K-CHART] / 양요섭 카페인 (2주 연속) - 12월 28일 - 싸이 강남스타일 (통산 16주, 2주 연속) |  |

#### 2013년
| 1월 - 1월 4일 (682회) - 싸이 / 강남스타일 (통산 17주, 3주 연속) - 1월 11일 (683회) - 소녀시대 / I Got a Boy - 1월 18일 (684회) - 소녀시대 / I Got a Boy (2주 연속) - 1월 25일 (685회) - 소녀시대 / I Got a Boy (트리플 크라운) 2월 - 2월 1일 (686회) - CNBLUE / I'm Sorry - 2월 8일 (687회) - CNBLUE / I'm Sorry (2주 연속) - 2월 15일 (688회) - SISTAR19 / 있다 없으니까 - 2월 22일 (689회) - SISTAR19 / 있다 없으니까 (2주 연속) 3월 - 3월 1일 (690회) - SISTAR19 / 있다 없으니까 (트리플 크라운) - 3월 8일 (691회) - 샤이니 / Dream Girl - 3월 15일 (692회) - 샤이니 / Dream Girl (2주 연속) - 3월 22일 (693회) - 2AM / 어느 봄날 - 3월 29일 (694회) - G.NA / Oops! 4월 - 4월 5일 (695회) - 인피니트 / Man In Love (남자가 사랑할 때) - 4월 12일 (696회) - 인피니트 / Man In Love (남자가 사랑할 때) (2주 연속) - 4월 19일 (697회) - 케이윌 / Love Blossom - 4월 26일 (698회) - 싸이 / GENTLEMAN 5월 - 5월 3일 (699회) - 조용필 / Bounce - 5월 10일 - 조용필 / Bounce (2주 연속) - 5월 24일 (701회) - 2PM / 이 노래를 듣고 돌아와 - 5월 31일 (702회) - 신화 / This Love 6월 - 6월 7일 (703회) - 이효리 / Bad Girls - 6월 14일 (704회) - EXO / 늑대와 미녀 (Wolf) - 6월 21일 - SISTAR / Give it to Me - 6월 28일 (705회) - SISTAR / Give it to Me (2주 연속) | 7월 - 7월 5일 (706회) - SISTAR / Give it to Me (트리플 크라운) - 7월 12일 (707회) - 다이나믹 듀오 (feat. Muzie of UV) / BAAAM - 7월 19일 (708회) - 에이핑크 / No No No - 7월 26일 (709회) - 에일리 / U & I 8월 - 8월 2일 (710회) - 에일리 / U & I (2주 연속) - 8월 9일 (711회) - f(x) / 첫 사랑니 (Rum Pum Pum Pum) - 8월 16일 (712회) - EXO / 으르렁 - 8월 23일 (713회) - EXO / 으르렁 (2주 연속) - 8월 30일 (714회) - 크레용팝 / 빠빠빠 9월 - 9월 6일 (715회) - 틴탑 / 장난 아냐 - 9월 13일 - KARA / 숙녀가 못 돼 - 9월 20일 - G-Dragon / 니가 뭔데 - 9월 27일 (716회) - G-Dragon / 삐딱하게 10월 - 10월 4일 (717회) - 버스커 버스커 / 처음엔 사랑이란 게 - 10월 11일 (718회) - 버스커 버스커 / 처음엔 사랑이란 게 (2주 연속) - 10월 18일 (719회) - 아이유 / 분홍신 - 10월 25일 (720회) - 샤이니 / Everybody 11월 - 11월 1일 - 케이윌 / 촌스럽게 왜 이래 - 11월 8일 (721회) - 트러블 메이커 / 내일은 없어 - 11월 15일 (722회) - 트러블 메이커 / 내일은 없어 (2주 연속) - 11월 22일 (723회) - miss A / Hush - 11월 29일 (724회) - 이적 / 거짓말 거짓말 거짓말 12월 - 12월 6일 (725회) - VIXX / 저주인형 - 12월 13일 (726회) - 효린 / 너 밖에 몰라 - 12월 20일 (727회) - 조용필 / Bounce (트리플 크라운) [2013 연말 결산 K-CHART] / EXO / 12월의 기적 - 12월 27일 - EXO / 12월의 기적 (2주 연속) |

#### 2014년
| 1월 - 1월 3일 (728회) - 아이유 (feat. 장이정 of 히스토리)/ 금요일에 만나요 - 1월 10일 (729회) - 비 / LA Song - 1월 17일 (730회) - 동방신기 / Something - 1월 24일 (731회) - B1A4 / Lonely (없구냐) - 1월 31일 - B1A4 / Lonely (없구냐) (2주 연속) 2월 - 2월 7일 (732회) - 동방신기 / Something (통산 2주) - 2월 14일 (733회) - B.A.P / 1004 (Angel) - 2월 21일 (734회) - 소유 X 정기고 (feat. 릴보이 of 긱스) / 썸 - 2월 28일 (735회) - 소유 X 정기고 (feat. 릴보이 of 긱스) / 썸 (2주 연속) 3월 - 3월 7일 (736회) - 소유 X 정기고 (feat. 릴보이 of 긱스) / 썸 (트리플 크라운) - 3월 14일 (737회) - 소녀시대 / Mr. Mr. - 3월 21일 (738회) - 소유 X 정기고 (feat. 릴보이 of 긱스) / 썸 (통산 4주) - 3월 28일 (739회) - CNBLUE / Can't Stop 4월 - 4월 4일 (740회) - 소유 X 정기고 (feat. 릴보이 of 긱스) / 썸 (통산 5주) - 4월 11일 (741회) - 에이핑크 / Mr. Chu (On Stage) - 4월 18일 - 결방 (차트 미발표) - 4월 25일 - 결방 (차트 미발표) 5월 - 5월 2일 - 결방 (차트 미발표) - 5월 9일 - 결방 (차트 미발표) - 5월 16일 - EXO-K / 중독 - 5월 23일 - EXO-K / 중독 (2주 연속) - 5월 30일 - 인피니트 / Last Romeo 6월 - 6월 6일 - 플라이 투 더 스카이 / 너를 너를 너를 - 6월 13일 (742회) - 인피니트 / Last Romeo (통산 2주) - 6월 20일 (743회) - 태양 / 눈,코,입 - 6월 27일 (744회) - BEAST / Good Luck | 7월 - 7월 4일 (745회) - BEAST / Good Luck (2주 연속) - 7월 11일 (746회) - BEAST / Good Luck (트리플 크라운) - 7월 18일 (747회) - f(x) / Red Light - 7월 25일 (748회) - B1A4 / 솔로데이 8월 - 8월 1일 (749회) - SISTAR / Touch My Body - 8월 8일 (750회) - SISTAR / Touch My Body (2주 연속) - 8월 15일 (751회) - SISTAR / Touch My Body (트리플 크라운) - 8월 22일 (752회) - WINNER / 공허해 - 8월 29일 (753회) - 태민 / 괴도 (Danger) 9월 - 9월 5일 - SISTAR / I Swear - 9월 12일 (754회) - 슈퍼주니어 / MAMACITA (아야야) - 9월 19일 - 슈퍼주니어 / MAMACITA (아야야) (2주 연속) - 9월 26일 (755회) - 틴탑 / 쉽지 않아 10월 - 10월 3일 (756회) - 소녀시대-태티서 / Holler - 10월 10일 (757회) - 에일리 / 손대지마 - 10월 17일 (758회) - 김동률 / 그게 나야 - 10월 24일 (759회) - VIXX / Error - 10월 31일 (760회) - BEAST / 12시 30분 11월 - 11월 7일 (761회) - BEAST / 12시 30분 (2주 연속) - 11월 14일 (762회) - BEAST / 12시 30분 (트리플 크라운) - 11월 21일 (763회) - 규현 / 광화문에서 - 11월 28일 (764회) - 토이 (feat. 성시경) / 세 사람 12월 - 12월 5일 (765회) - 에이핑크 / LUV - 12월 12일 (766회) - 에이핑크 / LUV (2주 연속) - 12월 19일 (767회) - 에이핑크 / LUV (트리플 크라운) - 12월 26일 - 에이핑크 / LUV (4주 연속) |

#### 2015년
| 1월 - 1월 2일 (768회) - EXO / December, 2014 (The Winter's Tale) - 1월 9일 (769회) - EXID / 위 아래 - 1월 16일 (770회) - EXID / 위 아래 (2주 연속) - 1월 23일 (771회) - 종현 (feat. 자이언티) / 데자-부 - 1월 30일 (772회) - 정용화 / 어느 멋진 날 2월 - 2월 6일 (773회) - 다비치 / 또 운다 또 - 2월 13일 (774회) - 정용화 / 어느 멋진 날 (통산 2주) - 2월 20일 - 나얼 / 같은 시간 속의 너 - 2월 27일 (775회) - 니엘 (feat. 도끼) / 못된 여자 3월 - 3월 6일 (776회) - VIXX / 이별공식 - 3월 13일 (777회) - 신화 / 표적 - 3월 20일 (778회) - 슈퍼주니어-D&E / 너는 나만큼 - 3월 27일 (779회) - 레드벨벳 / Ice Cream Cake 4월 - 4월 3일 (780회) - FT아일랜드 / PRAY - 4월 10일 (781회) - EXO / Call Me Baby - 4월 17일 (782회) - EXO / Call Me Baby (2주 연속) - 4월 24일 (783회) - EXO / Call Me Baby (트리플 크라운) 5월 - 5월 1일 (784회) - EXO / Call Me Baby (4주 연속) - 5월 8일 (785회) - 방탄소년단 / I NEED U - 5월 15일 (786회) - BIGBANG / Loser - 5월 22일 (787회) - BIGBANG / Loser (2주 연속) - 5월 29일 (788회) - 샤이니 / View 6월 - 6월 5일 (789회) - 샤이니 / View (2주 연속) - 6월 12일 (790회) - EXO / Love Me Right - 6월 19일 (791회) - EXO / Love Me Right (2주 연속) - 6월 26일 (792회) - 백아연 (feat. Young K) / 이럴거면 그러지 말지 | 7월 - 7월 3일 (793회) - SISTAR / SHAKE IT - 7월 10일 (794회) - SISTAR / SHAKE IT (2주 연속) - 7월 17일 (795회) - 소녀시대 / PARTY - 7월 24일 (796회) - 인피니트 / Bad - 7월 31일 (797회) - 에이핑크 / Remember 8월 - 8월 7일 (798회) - BEAST / YeY - 8월 14일 (799회) - 샤이니 / Married To The Music - 8월 21일 (800회 특집) - BIGBANG / 우리 사랑하지 말아요 - 8월 28일 (801회) - 소녀시대 / Lion Heart 9월 - 9월 4일 (802회) - 소녀시대 / Lion Heart (2주 연속) - 9월 11일 (803회) - 소녀시대 / Lion Heart (트리플 크라운) - 9월 18일 (804회) - 소녀시대 / Lion Heart (4주 연속) - 9월 25일 - CNBLUE / 신데렐라 10월 - 10월 2일 (805회) - CNBLUE / 신데렐라 (2주 연속) - 10월 9일 (806회) - 임창정 / 또 다시 사랑 - 10월 16일 (807회) - 태연 (feat.버벌진트) / I - 10월 23일 (808회) - 태연 (feat. 버벌진트) / I (2주 연속) - 10월 30일 (809회) - 태연 (feat. 버벌진트) / I (트리플 크라운) 11월 - 11월 6일 (810회) - f(x) / 4 Walls - 11월 13일 (811회) - f(x) / 4 Walls (2주 연속) - 11월 20일 (812회) - VIXX / 사슬 (Chained Up) - 11월 27일 (813회) - B.A.P / Young, Wild & Free 12월 - 12월 4일 (814회) - 이홍기 / 눈치 없이 - 12월 11일 (815회) - 방탄소년단 / RUN - 12월 18일 (816회) - EXO / Sing For You - 12월 25일 (817회) - EXO / Sing For You (2주 연속) |

#### 2016년
| 1월 - 1월 1일 - EXO Sing For You (트리플 크라운) - 1월 8일 (818회) - 방탄소년단 RUN (통산 2주) - 1월 15일 (819회) - 수지 X 백현 Dream - 1월 22일 (820회) - 수지 X 백현 Dream (2주 연속) - 1월 29일 (821회) - 틴탑 사각지대 2월 - 2월 5일 (822회) - 여자친구 시간을 달려서 - 2월 12일 (823회) - 여자친구 시간을 달려서 (2주 연속) - 2월 19일 (824회) - 여자친구 시간을 달려서 (트리플 크라운) - 2월 26일 (825회) - 여자친구 시간을 달려서 (4주 연속) 3월 - 3월 4일 (826회) - 태민 Press Your Number - 3월 11일 (827회) - 마마무 넌 is 뭔들 - 3월 18일 (828회) - 마마무 넌 is 뭔들 (2주 연속) - 3월 25일 (829회) - 레드벨벳 7월 7일 4월 - 4월 1일 (830회) - GOT7 Fly - 4월 8일 (831회) - 비투비 봄날의 기억 - 4월 15일 (832회) - 씨엔블루 이렇게 예뻤나 - 4월 22일 (833회) - 씨엔블루 이렇게 예뻤나 (2주 연속) - 4월 29일 (834회) - VIXX 다이너마이트 5월 - 5월 6일 (835회) - 트와이스 Cheer Up - 5월 13일 (836회) - 방탄소년단 불타오르네 (FIRE) - 5월 20일 (837회) - 트와이스 Cheer Up (통산 2주) - 5월 27일 (838회) - 트와이스 Cheer Up (트리플 크라운) 6월 - 6월 3일 (839회) - 트와이스 Cheer Up (통산 4주) - 6월 10일 (840회) - 트와이스 Cheer Up (통산 5주) - 6월 17일 (841회) - EXO Monster - 6월 24일 (842회) - EXO Monster (2주 연속) | 7월 - 7월 1일 (843회) - EXO Monster (트리플 크라운) - 7월 8일 (844회) - 태연 (feat. 딘) Starlight - 7월 15일 (845회) - 비스트 Ribbon - 7월 22일 (846회) - 여자친구 너 그리고 나 - 7월 29일 (847회) - 여자친구 너 그리고 나 (2주 연속) 8월 - 8월 5일 (848회) - 원더걸스 Why So Lonely - 8월 12일 (849회) - 여자친구 너 그리고 나 (통산 3) - 8월 19일 (850회) - I.O.I Whatta Man (Good Man) - 8월 26일 (851회) - EXO Lotto 9월 - 9월 2일 (852회) - EXO Lotto (2주 연속) - 9월 9일 (853회) - 한동근 이 소설의 끝을 다시 써보려 해 - 9월 16일 - 임창정 내가 저지른 사랑 - 9월 23일 (854회) - 임창정 내가 저지른 사랑 (2주 연속) - 9월 30일 (855회) - 인피니트 태풍 (The Eye) 10월 - 10월 7일 (856회) - GOT7 하드캐리 - 10월 14일 (857회) - 샤이니 1 of 1 - 10월 21일 (858회) - 방탄소년단 피 땀 눈물 - 10월 28일 (859회) - 방탄소년단 피 땀 눈물 (2주 연속) 11월 - 11월 4일 (860회) - 트와이스 TT - 11월 11일 (861회) - 트와이스 TT (2주 연속) - 11월 18일 (862회) - 트와이스 TT (트리플 크라운) - 11월 25일 (863회) - 트와이스 TT (4주 연속) 12월 - 12월 2일 (864회) - 트와이스 TT (5주 연속) - 12월 9일 (865회) - B1A4 거짓말이야 - 12월 16일 (866회) - 세븐틴 붐붐 - 12월 23일 (867회) - BIGBANG Last Dance - 12월 30일 - EXO For Life |

#### 2017년
| 1월 - 1월 6일 (868회) - 트와이스 / TT (두 번째 트리플 크라운) - 1월 13일 (869회) - BIGBANG / 에라 모르겠다 - 1월 20일 (870회) - BIGBANG / 에라 모르겠다 (2주 연속) - 1월 27일 - 수지 / 행복한 척 2월 - 2월 3일 (871회) - 수지 / 행복한 척 (2주 연속) - 2월 10일 (872회) - 레드벨벳 / Rookie - 2월 17일 (873회) - 레드벨벳 / Rookie (2주 연속) - 2월 24일 (874회) - 방탄소년단 / 봄날 3월 - 3월 3일 (875회) - 트와이스 / KNOCK KNOCK - 3월 10일 - 태연 / Fine - 3월 17일 (876회) - 트와이스 / KNOCK KNOCK (통산 2주) - 3월 24일 (877회) - GOT7 / Never Ever - 3월 31일 (878회) - 하이라이트 / 얼굴 찌푸리지 말아요 4월 - 4월 7일 (879회) - 하이라이트 / 얼굴 찌푸리지 말아요 (2주 연속) - 4월 14일 (880회) - 하이라이트 / 얼굴 찌푸리지 말아요 (트리플 크라운) - 4월 21일 (881회) - 틴탑 / 재밌어? - 4월 28일 (882회) - 라붐 / Hwi Hwi 5월 - 5월 5일 - 아이유 (feat. G-Dragon) / 팔레트 - 5월 12일 (883회) - 젝스키스 / 아프지 마요 - 5월 19일 (884회) - 아이유 (feat. G-Dragon) / 팔레트 (통산 2주) - 5월 26일 (885회) - 트와이스 / SIGNAL 6월 - 6월 2일 (886회) - 세븐틴 / 울고 싶지 않아 - 6월 9일 (887회) - 트와이스 / SIGNAL (통산 2주) - 6월 16일 (888회) - 트와이스 / SIGNAL (트리플 크라운) - 6월 23일 (889회) - 황치열 / 매일 듣는 노래 - 6월 30일 (890회) - G-DRAGON / 무제 (無題) (Untitled, 2014) | 7월 - 7월 7일 (891회) - 마마무 / 나로 말할 것 같으면 - 7월 14일 (892회) - 헤이즈 (feat. 신용재) / 비도 오고 그래서 - 7월 21일 (893회) - 레드벨벳 / 빨간 맛 - 7월 28일 (894회) - EXO / Ko Ko Bop 8월 - 8월 4일 (895회) - EXO / Ko Ko Bop (2주 연속) - 8월 11일 - 여자친구 / 귀를 기울이면 - 8월 18일 - Wanna One / 에너제틱 (Energetic) - 8월 25일 (896회) - Wanna One / 에너제틱 (Energetic) (2주 연속) 9월 - 9월 1일 (897회) - 윤종신 / 좋니 - 9월 8일 (898회) - 윤종신 / 좋니 (2주 연속) - 9월 15일 (899회) - EXO / Power - 9월 22일 (900회 특집) - EXO / Power (2주 연속) - 9월 29일 (901회) - 방탄소년단 / DNA 10월 - 10월 6일 - 방탄소년단 / DNA (2주 연속) - 10월 13일 (902회) - 방탄소년단 / DNA (트리플 크라운) - 10월 20일 (903회) - 뉴이스트 W / Where You At - 10월 27일 (904회) - BTOB / 그리워하다 11월 - 11월 3일 (905회) - 에픽하이 (feat. 아이유) / 연애소설 - 11월 10일 (906회) - 트와이스 / LIKEY - 11월 17일 (907회) - 세븐틴 / 박수 - 11월 24일 (908회) - Wanna One / Beautiful 12월 - 12월 1일 (909회) - Wanna One / Beautiful (2주 연속) - 12월 8일 (910회) - 민서 / 좋아 - 12월 15일 (911회) - 나얼 / 기억의 빈자리 - 12월 22일 (912회) - 트와이스 / Heart Shaker - 12월 29일 - 트와이스 / Heart Shaker (2주 연속) |

#### 2018년
| 1월 - 1월 5일 (913회) - EXO Universe - 1월 12일 (914회) - EXO Universe (2주 연속) - 1월 19일 (915회) - 인피니트 Tell Me - 1월 26일 (916회) - JBJ 꽃이야 2월 - 2월 2일 (917회) - 종현 빛이 나 (Shinin') - 2월 9일 - 레드벨벳 Bad Boy - 2월 16일 - 세븐틴 고맙다 - 2월 23일 (918회) - 모모랜드 뿜뿜 3월 - 3월 2일 (919회) - iKON 사랑을 했다 - 3월 9일 (920회) - 김성규 True Love - 3월 16일 - 마마무 별이 빛나는 밤 - 3월 23일 (921회) - GOT7 LOOK - 3월 30일 (922회) - Wanna One BOOMERANG (부메랑) 4월 - 4월 6일 (923회) - Wanna One BOOMERANG (부메랑) (2주 연속) - 4월 13일 (924회) - Wanna One BOOMERANG (부메랑) (트리플 크라운) - 4월 20일 (925회) - 트와이스 What Is Love? - 4월 27일 (926회) - 트와이스 What Is Love? (2주 연속) 5월 - 5월 4일 (927회) - 황치열 별, 그대 (The Only Star) - 5월 11일 (928회) - 여자친구 밤 (Time for the moon night) - 5월 18일 (929회) - 여자친구 밤 (Time for the moon night) (2주 연속) - 5월 25일 (930회) - 방탄소년단 Fake Love 6월 - 6월 1일 (931회) - 방탄소년단 Fake Love (2주 연속) - 6월 8일 (932회) - 방탄소년단 Fake Love (트리플 크라운) - 6월 15일 (933회) - Wanna One 켜줘 (Light) - 6월 22일 (934회) - Wanna One 켜줘 (Light) (2주 연속) - 6월 29일 (935회) - BLACKPINK 뚜두뚜두 (DDU-DU DDU-DU) | 7월 - 7월 6일 (936회) - 뉴이스트 W Dejavu - 7월 13일 (937회) - 에이핑크 1도 없어 - 7월 20일 (938회) - 트와이스 Dance The Night Away - 7월 27일 (939회) - 세븐틴 어쩌나 8월 - 8월 3일 (940회) - 트와이스 Dance The Night Away (통산 2주) - 8월 10일 (941회) - 숀 Way Back Home - 8월 17일 (942회) - 레드벨벳 Power Up - 8월 24일 (943회) - 레드벨벳 Power Up (2주 연속) - 8월 31일 (944회) - 방탄소년단 IDOL 9월 - 9월 7일 (945회) - 방탄소년단 IDOL (2주 연속) - 9월 14일 (946회) - 방탄소년단 IDOL (트리플 크라운) - 9월 21일 (947회) - 선미 사이렌 (Siren) - 9월 28일 (948회) - GOT7 Lullaby 10월 - 10월 5일 (949회) - GOT7 Lullaby (2주 연속) - 10월 12일 (950회) - iKON 이별길 - 10월 19일 (951회) - 아이유 삐삐 - 10월 26일 (952회) - NCT 127 Regular 11월 - 11월 2일 (953회) - 몬스타엑스 Shoot Out - 11월 9일 (954회) - EXO Tempo - 11월 16일 (955회) - EXO Tempo (2주 연속) - 11월 23일 (956회) - BTOB 아름답고도 아프구나 - 11월 30일 (957회) - Wanna One 봄바람 12월 - 12월 7일 (958회) - 뉴이스트 W Help Me - 12월 14일 (959회) - GOT7 Miracle - 12월 21일 (960회) - EXO Love Shot - 12월 28일 - EXO Love Shot (2주 연속) |

#### 2019년
| 1월 - 1월 4일 (961회) - EXO Tempo (트리플 크라운) - 1월 11일 (962회) - WINNER MILLIONS - 1월 18일 (963회) - 청하 벌써 12시 - 1월 25일 (964회) - 여자친구 해야 (Sunrise) 2월 - 2월 1일 (965회) - 세븐틴 Home - 2월 8일 (966회) - 세븐틴 Home (2주 연속) - 2월 15일 (967회) - 세븐틴 Home (트리플 크라운) - 2월 22일 (968회) - 태민 WANT 3월 - 3월 1일 (969회) - 몬스타엑스 Alligator - 3월 8일 (970회) - ITZY 달라달라 - 3월 15일 (971회) - ITZY 달라달라 (2주 연속) - 3월 22일 (972회) - 에픽하이 (feat. 크러쉬) 술이 달다 - 3월 29일 (973회) - 마마무 고고베베 (gogobebe) 4월 - 4월 5일 (974회) - 박지훈 L.O.V.E - 4월 12일 (975회) - IZ*ONE 비올레타 - 4월 19일 (976회) - 방탄소년단 (feat. Halsey) 작은 것들을 위한 시 (Boy With Luv) - 4월 26일 (977회) - 방탄소년단 (feat. Halsey) 작은 것들을 위한 시 (Boy With Luv) (2주 연속) 5월 - 5월 3일 (978회) - 방탄소년단 (feat. Halsey) 작은 것들을 위한 시 (Boy With Luv) (트리플 크라운) - 5월 10일 (979회) - NU'EST BET BET - 5월 17일 (980회) - 방탄소년단 (feat. Halsey) 작은 것들을 위한 시 (Boy With Luv) (통산 4주) - 5월 24일 (981회) - 방탄소년단 (feat. Halsey) 작은 것들을 위한 시 (Boy With Luv) (2주 연속, 통산 5주) - 5월 31일 - GOT7 Eclipse 6월 - 6월 7일 (982회) - NCT 127 Superhuman - 6월 14일 (983회) - 방탄소년단 (feat. Halsey) 작은 것들을 위한 시 (Boy With Luv) (두 번째 트리플 크라운) - 6월 21일 (984회) - 방탄소년단 (feat. Halsey) 작은 것들을 위한 시 (Boy With Luv) (통산 7주, 2주 연속) - 6월 28일 (985회) - 레드벨벳 짐살라빔 (Zimzalabim) | 7월 - 7월 5일 (986회) - 청하 Snapping - 7월 12일 (987회) - 여자친구 열대야 (Fever) - 7월 19일 (988회) - 백현 UN Village - 7월 26일 (989회) - 백현 UN Village (2주 연속) 8월 - 8월 2일 (990회) - EXO-SC What a life - 8월 9일 (991회) - 강다니엘 뭐해 (What are you up to) - 8월 16일 (992회) - ITZY ICY - 8월 23일 (993회) - ITZY ICY (2주 연속) - 8월 30일 (994회) - 레드벨벳 음파음파 (Umpah Umpah) 9월 - 9월 6일 - X1 FLASH - 9월 13일 (995회) - X1 FLASH (2주 연속) - 9월 20일 (996회) - 볼빨간사춘기 워커홀릭 - 9월 27일 (997회) - 세븐틴 독:Fear 10월 - 10월 4일 (998회) - 트와이스 Feel Special - 10월 11일 (999회) - 첸 우리 어떻게 할까요 (Shall We?) - 10월 18일 (1000회 특집) - AKMU 어떻게 이별까지 사랑하겠어, 널 사랑하는 거지 - 10월 25일 (1001회) - 슈퍼주니어 Super Clap 11월 - 11월 1일 (1002회) - NU'EST Love Me - 11월 8일 (1003회) - 태연 불티 (Spark) - 11월 15일 (1004회) - GOT7 니가 부르는 나의 이름 - 11월 22일 (1005회) - 마마무 HIP - 11월 29일 (1006회) - 아이유 Love Poem 12월 - 12월 6일 (1007회) - EXO Obsession - 12월 13일 (1008회) - EXO Obsession (2주 연속) - 12월 20일 (1009회) - 아이유 Blueming - 12월 27일 - 아이유 Blueming (2주 연속) |

#### 2020년
| 1월 - 1월 3일 (1010회) - 레드벨벳 Psycho - 1월 10일 (1011회) - 레드벨벳 Psycho (2주 연속) - 1월 17일 (1012회) - SF9 Good Guy - 1월 24일 - 레드벨벳 Psycho (트리플 크라운) - 1월 31일 (1013회) - 지코 아무노래 2월 - 2월 7일 (1014회) - 지코 아무노래 (2주 연속) - 2월 14일 (1015회) - 여자친구 교차로 (Crossroads) - 2월 21일 (1016회) - 지코 아무노래 (트리플 크라운) - 2월 28일 (1017회) - 방탄소년단 ON 3월 - 3월 6일 (1018회) - 방탄소년단 ON (2주 연속) - 3월 13일 (1019회) - 방탄소년단 ON (트리플 크라운) - 3월 20일 (1020회) - 방탄소년단 ON (4주 연속) - 3월 27일 (1021회) - NCT 127 영웅 (英雄; Kick It) 4월 - 4월 3일 (1022회) - 강다니엘 2U - 4월 10일 (1023회) - 수호 사랑, 하자 - 4월 17일 (1024회) - (여자)아이들 Oh my god - 4월 24일 (1025회) - 에이핑크 덤더럼(Dumhdurum) 5월 - 5월 1일 (1026회) - GOT7 Not By The Moon - 5월 8일 (1027회) - NCT DREAM Ridin' - 5월 15일 (1028회) - 오마이걸 살짝 설렜어 (Nonstop) - 5월 22일 (1029회) - 뉴이스트 I'm in Trouble - 5월 29일 (1030회) - NCT 127 Punch 6월 - 6월 5일 (1031회) - 백현 Candy - 6월 12일 (1032회) - 트와이스 MORE & MORE - 6월 19일 (1033회) - 트와이스 MORE & MORE (2주 연속) - 6월 26일 (1034회) - IZ*ONE 환상동화 (Secret Story of the Swan) | 7월 - 7월 3일 (1035회) - 세븐틴 Left & Right - 7월 10일 (1036회) - BLACKPINK How You Like That - 7월 17일 (1037회) - 레드벨벳-아이린&슬기 Monster - 7월 24일 (1038회) - EXO-SC (feat. MOON) 10억뷰 - 7월 31일 (1039회) - BLACKPINK How You Like That (통산 2주) 8월 - 8월 7일 - 화사 마리아 (María) - 8월 14일 (1040회) - 강다니엘 깨워 (Who U Are) - 8월 21일 (1041회) - 화사 마리아 (María) (통산 2주) - 8월 28일 (1042회) - ITZY Not Shy 9월 - 9월 4일 (1043회) - 방탄소년단 Dynamite - 9월 11일 (1044회) - 방탄소년단 Dynamite (2주 연속) - 9월 18일 (1045회) - 방탄소년단 Dynamite (트리플 크라운) - 9월 25일 (1046회) - 방탄소년단 Dynamite (4주 연속) 10월 - 10월 2일 - 방탄소년단 Dynamite (5주 연속) - 10월 9일 (1047회) - 방탄소년단 Dynamite (두 번째 트리플 크라운) - 10월 16일 (1048회) - BLACKPINK Lovesick Girls - 10월 23일 (1049회) - NCT U Make a Wish (Birthday Song) - 10월 30일 (1050회) - 세븐틴 HOME;RUN 11월 - 11월 6일 (1051회) - 트와이스 I Can't Stop Me - 11월 13일 (1052회) - 방탄소년단 Dynamite (통산 7주) - 11월 20일 (1053회) - 방탄소년단 Dynamite (통산 8주, 2주 연속) - 11월 27일 (1054회) - 방탄소년단 Dynamite (세 번째 트리플 크라운) 12월 - 12월 4일 (1055회) - 방탄소년단 Dynamite (통산 10주, 4주 연속) - 12월 11일 (1056회) - 방탄소년단 Dynamite (통산 11주, 5주 연속) - 12월 18일 - IZ*ONE Panorama - 12월 25일 - 방탄소년단 Dynamite (네 번째 트리플 크라운) |

#### 2021년
| 1월 - 1월 1일 - 방탄소년단 Dynamite (통산 13주, 2주 연속) - 1월 8일 (1057회) - 방탄소년단 Dynamite (통산 14주, 3주 연속) - 1월 15일 (1058회) - NCT U 90's Love - 1월 22일 (1059회) - (여자)아이들 화 (火花) - 1월 29일 (1060회) - 유노윤호 Thank U 2월 - 2월 5일 (1061회) - 아이유 Celebrity - 2월 12일 - 아이유 Celebrity (2주 연속) - 2월 19일 (1062회) - 김우석 Sugar - 2월 26일 (1063회) - 방탄소년단 Dynamite (다섯 번째 트리플 크라운) 3월 - 3월 5일 (1064회) - 방탄소년단 Dynamite (통산 16주, 2주 연속) - 3월 12일 (1065회) - 아이유 Celebrity (트리플 크라운) - 3월 19일 (1066회) - 브레이브걸스 롤린 (Rollin') - 3월 26일 (1067회) - ROSÉ On The Ground 4월 - 4월 2일 (1068회) - 아이유 Celebrity (통산 4주) - 4월 9일 (1069회) - 백현 Bambi - 4월 16일 (1070회) - 아이유 라일락 - 4월 23일 (1071회) - 강다니엘 Antidote - 4월 30일 (1072회) - 뉴이스트 Inside Out 5월 - 5월 7일 (1073회) - ENHYPEN Drunk-Dazed - 5월 14일 (1074회) - ITZY 마.피.아. In the morning - 5월 21일 - NCT DREAM 맛 (Hot Sauce) - 5월 28일 (1075회) - NCT DREAM 맛 (Hot Sauce) (2주 연속) 6월 - 6월 4일 (1076회) - 방탄소년단 Butter - 6월 11일 (1077회) - 투모로우바이투게더 0X1=LOVESONG (I Know I Love You) feat. Seori - 6월 18일 (1078회) - EXO Don't Fight The Feeling - 6월 25일 (1079회) - 세븐틴 Ready To Love | 7월 - 7월 2일 (1080회) - 세븐틴 Ready To Love (2주 연속) - 7월 9일 (1081회) - NCT DREAM Hello Future - 7월 16일 (1082회) - 방탄소년단 Butter (통산 2주) - 7월 23일 (1083회) - 방탄소년단 Permission to Dance - 7월 30일 - 방탄소년단 Permission to Dance (2주 연속) 8월 - 8월 6일 - 디오 Rose - 8월 13일 (1084회) - 아스트로 After Midnight - 8월 20일 (1085회) - 더보이즈 Thrill Ride - 8월 27일 (1086회) - 레드벨벳 Queendom 9월 - 9월 3일 (1087회) - Stray Kids 소리꾼 - 9월 10일 (1088회) - 이무진 신호등 - 9월 17일 (1089회) - LISA LALISA - 9월 24일 (1090회) - NCT 127 Sticker 10월 - 10월 1일 (1091회) - NCT 127 Sticker (2주 연속) - 10월 8일 (1092회) - ITZY LOCO - 10월 15일 (1093회) - aespa Savage - 10월 22일 (1094회) - ENHYPEN Tamed-Dashed - 10월 29일 (1095회) - 세븐틴 Rock With You 11월 - 11월 5일 (1096회) - 세븐틴 Rock With You (2주 연속) - 11월 12일 (1097회) - 더보이즈 MAVERICK - 11월 19일 (1098회) - 트와이스 SCIENTIST - 11월 26일 (1099회) - 몬스타엑스 Rush Hour 12월 - 12월 3일 (1100회 특집) - SF9 Trauma - 12월 10일 (1101회) - Stray Kids Christmas EveL - 12월 17일 - IVE ELEVEN - 12월 24일 - NCT U Universe (Let's Play Ball) - 12월 31일 - NCT U Universe (Let's Play Ball) (2주 연속) |

#### 2022년
| 1월 - 1월 7일 (1102회) - NCT U Universe (Let's Play Ball) (트리플 크라운) - 1월 14일 (1103회) - 케플러 WA DA DA - 1월 21일 (1104회) - ENHYPEN Blessed-Cursed - 1월 28일 (1105회) - 아이유 겨울잠 2월 - 2월 4일 (1106회) - 펜타곤 Feelin' Like - 2월 11일 - IVE ELEVEN (통산 2주) - 2월 18일 - IVE ELEVEN (트리플 크라운) - 2월 25일 (1107회) - TREASURE 직진 (JIKJIN) 3월 - 3월 4일 (1108회) - STAYC RUN2U - 3월 11일 (1109회) - STAYC RUN2U (2주 연속) - 3월 18일 (1110회) - 김우석 Switch - 3월 25일 (1111회) - Stray Kids MANIAC 4월 - 4월 1일 (1112회) - 레드벨벳 Feel My Rhythm - 4월 8일 (1113회) - NCT DREAM 버퍼링 (Glitch Mode) - 4월 15일 (1114회) - IVE Love Dive - 4월 22일 (1115회) - IVE Love Dive (2주 연속) - 4월 29일 (1116회) - IVE Love Dive (트리플 크라운) 5월 - 5월 6일 (1117회) - 몬스타엑스 Love - 5월 13일 (1118회) - LE SSERAFIM Fearless - 5월 20일 (1119회) - 투모로우바이투게더 Good Boy Gone Bad - 5월 27일 (1120회) - 아스트로 Candy Sugar Pop 6월 - 6월 3일 (1121회) - 세븐틴 Hot - 6월 10일 (1122회) - NCT DREAM Beatbox - 6월 17일 (1123회) - 방탄소년단 Yet To Come (The Most Beautiful Moment) - 6월 24일 (1124회) - 방탄소년단 Yet To Come (The Most Beautiful Moment) (2주 연속) | 7월 - 7월 1일 (1125회) - 케플러 Up! - 7월 8일 (1126회) - fromis_9 Stay This Way - 7월 15일 (1127회) - ENHYPEN Future Perfect (Pass the Mic) - 7월 22일 (1128회) - ITZY Sneakers - 7월 29일 (1129회) - 세븐틴 _WORLD 8월 - 8월 5일 (1130회) - 에이티즈 Guerrilla - 8월 12일 (1131회) - 에이티즈 Guerrilla (2주 연속) - 8월 19일 (1132회) - NewJeans Attention - 8월 26일 (1133회) - 더보이즈 Whisper 9월 - 9월 2일 (1134회) - IVE After LIKE - 9월 9일 - IVE After LIKE (2주 연속) - 9월 16일 (1135회) - 원어스 Same Scent - 9월 23일 (1136회) - IVE After LIKE (트리플 크라운) - 9월 30일 (1137회) - NCT 127 질주 (2 Baddies) 10월 - 10월 7일 (1138회) - IVE After LIKE (통산 4주) - 10월 14일 (1139회) - Stray Kids CASE 143 - 10월 21일 (1140회) - Stray Kids CASE 143 (2주 연속) - 10월 28일 (1141회) - (여자)아이들 Nxde 11월 - 11월 4일 - LE SSERAFIM ANTIFRAGILE - 11월 11일 - LE SSERAFIM ANTIFRAGILE (2주 연속) - 11월 18일 (1142회) - 하이라이트 Alone - 11월 25일 (1143회) - 베리베리 Tap Tap 12월 - 12월 2일 (1144회) - 첫사랑 러브티콘 (♡TiCON) - 12월 9일 (1145회) - ITZY Cheshire - 12월 16일 - 카라 When I Move - 12월 23일 - 윤하 사건의 지평선 - 12월 30일 - NCT DREAM Candy (H.O.T. remake) |

#### 2023년
| 1월 - 1월 6일 (1146회) - ATEEZ Halazia - 1월 13일 (1147회) - NewJeans Ditto - 1월 20일 (1148회) - MONSTA X Beautiful Liar - 1월 27일 (1149회) - NewJeans OMG 2월 - 2월 3일 (1150회) - 투모로우바이투게더 Sugar Rush Ride - 2월 10일 (1151회) - NCT 127 Ay-Yo - 2월 17일 (1152회) - 부석순(feat. 이영지) 파이팅 해야지 - 2월 24일 (1153회) - STAYC Teddy Bear 3월 - 3월 3일 (1154회) - 더보이즈 Roar - 3월 10일 - 더보이즈 Roar (2주 연속) - 3월 17일 (1155회) - TWICE Set Me Free - 3월 24일 (1156회) - KAI Rover - 3월 31일 (1157회) - 지민 Like Crazy 4월 - 4월 7일 (1158회) - 지민 Like Crazy (2주 연속) - 4월 14일 (1159회) - 지수 꽃 - 4월 21일 (1160회) - IVE I AM - 4월 28일 (1161회) - NCT 도재정 Perfume 5월 - 5월 5일 (1162회) - SEVENTEEN 손오공 - 5월 12일 (1163회) - LE SSERAFIM (feat. Nile Rodgers) Unforgiven - 5월 19일 (1164회) - aespa Spicy - 5월 26일 (1165회) - (여자)아이들 퀸카 (Queencard) 6월 - 6월 2일 (1166회) - ENHYPEN Bite Me - 6월 9일 (1167회) - Stray Kids 특 - 6월 16일 (1168회) - Stray Kids 특 (2주 연속) - 6월 23일 (1169회) - ATEEZ Bouncy (K-Hot Chilli Peppers) - 6월 30일 (1170회) - ATEEZ Bouncy (K-Hot Chilli Peppers) (2주 연속) | 7월 - 7월 7일 (1171회) - SHINee Hard - 7월 14일 (1172회) - (여자)아이들 퀸카 (Queencard) (통산 2주) - 7월 21일 (1173회) - EXO Cream Soda - 7월 28일 (1174회) - NCT DREAM ISTJ 8월 - 8월 4일 (1175회) - NCT DREAM ISTJ (2주 연속) - 8월 11일 - ITZY CAKE - 8월 18일 (1176회) - 더보이즈 Lip Gloss - 8월 25일 (1177회) - 지효 Killin' Me Good 9월 - 9월 1일 (1178회) - STAYC Bubble - 9월 8일 (1179회) - NCT U Baggy Jeans - 9월 15일 (1180회) - V Slow Dancing - 9월 22일 (1181회) - V Slow Dancing (2주 연속) - 9월 29일 - TEMPEST Vroom Vroom 10월 - 10월 6일 - ONEUS Baila Conmigo - 10월 13일 (1182회) - NCT 127 Fact Check (불가사의: 不可思議) - 10월 20일 - TOMORROW X TOGETHER Chasing That Feeling - 10월 27일 (1183회) - TOMORROW X TOGETHER Chasing That Feeling (2주 연속) 11월 - 11월 3일 (1184회) - SEVENTEEN 음악의 신 - 11월 10일 (1185회) - 정국 (feat. Latto) Seven - Clean Ver. - 11월 17일 (1186회) - Stray Kids 락(樂) - 11월 24일 (1187회) - ENHYPEN Sweet Venom 12월 - 12월 1일 (1188회) - 더보이즈 Watch It - 12월 8일 - ATEEZ 미친 폼 - 12월 15일 - ATEEZ 미친 폼 (2주 연속) - 12월 22일 - ATEEZ 미친 폼 (3주 연속) - 12월 29일 - EXO 첫 눈 |

#### 2024년
| 1월 - 1월 5일 (1189회) - NCT 127 / Be There For Me - 1월 12일 (1190회) - NCT 127 / Be There For Me (2주 연속) - 1월 19일 (1191회) - ITZY / Untouchable - 1월 26일 (1192회) - NMIXX / Dash 2월 - 2월 2일 (1193회) - EVNNE / Ugly - 2월 9일 - 아이유 / Love Wins All - 2월 16일 (1194회) - P1Harmony / 때깔 (Killin' It) - 2월 24일 (1195회) - TWS / 첫 만남은 계획대로 되지 않아 3월 - 3월 1일 (1196회) - LE SSERAFIM / Easy - 3월 8일 (1197회) - CRAVITY / Love or Die - 3월 15일 (1198회) - LE SSERAFIM / Easy (통산 2주) - 3월 22일 (1199회) - 하이라이트 / Body - 3월 29일 (1200회특집) - THE BOYZ / Nectar 4월 - 4월 5일 (1201회) - NCT DREAM / Smoothie - 4월 12일 (1202회) - TOMORROW X TOGETHER / Deja Vu - 4월 19일 - ILLIT / Magnetic - 4월 26일 (1203회) - BOYNEXTDOOR / Earth, Wind & Fire 5월 - 5월 3일 (1204회) - 이찬원 / 하늘 여행 - 5월 10일 (1205회) - SEVENTEEN / Maestro - 5월 17일 (1206회) - SEVENTEEN / Maestro (2주 연속) - 5월 24일 (1207회) - ZEROBASEONE / Feel the Pop - 5월 31일 (1208회) - NewJeans / How Sweet 6월 - 6월 7일 (1209회) - ATEEZ / Work - 6월 14일 (1210회) - aespa / Supernova - 6월 21일 (1211회) - 나연 / ABCD - 6월 28일 (1212회) - RIIZE / Boom Boom Bass | 7월 - 7월 5일 (1213회) - TWS / 내가 S면 넌 나의 N이 되어줘 - 7월 12일 (1214회) - STAYC / Cheeky Icy Thang - 7월 19일 (1215회) - ENHYPEN / XO (Only If You Say Yes) - 7월 26일 (1216회) - Stray Kids / Chk Chk Boom 8월 - 8월 2일 - NCT 127 / 삐그덕 (Walk) - 8월 9일 - NCT 127 / 삐그덕 (Walk) (2주 연속) - 8월 16일 (1217회) - Stray Kids / Chk Chk Boom (통산 2주) - 8월 23일 (1218회) - fromis_9 / Supersonic - 8월 30일 (1219회) - NMIXX / 별별별 (See that?) 9월 - 9월 6일 (1220회) - ZEROBASEONE / Good So Bad - 9월 13일 (1221회) - 백현 / Pineapple Slice - 9월 20일 (1222회) - BOYNEXTDOOR / Nice Guy - 9월 27일 (1223회) - P1Harmony / Sad Song 10월 - 10월 4일 (1224회) - NCT WISH / Steady - 10월 11일 - VANNER / Automatic - 10월 18일 (1225회) - The Wind / 반가워, 나의 첫사랑 - 10월 25일 (1226회) - SEVENTEEN (feat. DJ Khaled) / Love, Money, Fame 11월 - 11월 1일 (1227회) - aespa / Whiplash - 11월 8일 (1228회) - THE BOYZ / TRIGGER (導火線) - 11월 15일 (1229회) - TOMORROW X TOGETHER / Over the Moon - 11월 22일 (1230회) - NCT DREAM / When I'm With You - 11월 29일 (1231회) - ATEEZ / Ice On My Teeth 12월 - 12월 6일 (1232회) - WayV / Frequency (Korean Ver.) - 12월 13일 - TWICE (feat. Megan Thee Stallion) / Strategy - 12월 20일 - Stray Kids / Walkin On Water - 12월 27일 - Stray Kids / Walkin On Water (2주 연속) |

#### 2025년
| 1월 - 1월 3일 - ROSÉ (feat. Bruno Mars) / APT. - 1월 10일 (1233회) - n.SSign / Love Potion (백일몽; 白日夢) - 1월 17일 (1234회) - 부석순 / 청바지 - 1월 24일 (1235회) - IVE / Rebel Heart - 1월 31일 - 민니 / Her 2월 - 2월 7일 (1236회) - 은혁 / Up N Down - 2월 14일 (1237회) - IVE / Rebel Heart (통산 2주) - 2월 21일 (1238회) - EVNNE / Hot Mess - 2월 28일 (1239회) - ONF / The Stranger 3월 - 3월 7일 (1240회) - ZEROBASEONE / Blue - 3월 14일 (1241회) - G-DRAGON (feat. Anderson .Paak) / Too Bad - 3월 21일 (1242회) - LE SSERAFIM / Hot - 3월 28일 - NMIXX / Know About Me 4월 - 4월 4일 (1243회) - TEN / Stunner - 4월 11일 (1244회) - CLOSE YOUR EYES / 내 안의 모든 시와 소설은 - 4월 18일 (1245회) - 마크 / 1999 - 4월 25일 (1246회) - NCT WISH / Poppop 5월 - 5월 2일 (1247회) - TWS / 마음 따라 뛰는 건 멋지지 않아? - 5월 9일 (1248회) - 하이라이트 / Chains - 5월 16일 (1249회) - P1Harmony / Duh! - 5월 23일 (1250회) - BOYNEXTDOOR / I Feel Good - 5월 30일 (1251회) - RIIZE / Fly Up 6월 - 6월 6일 - SEVENTEEN / Thunder - 6월 13일 (1252회) - ENHYPEN / Bad Desire (With or Without You) - 6월 20일 (1253회) - 도영 / 안녕, 우주 (Memory) - 6월 27일 (1254회) - ILLIT / 빌려온 고양이 (Do the Dance) | 7월 - 7월 4일 (1255회) - fromis_9 / Like You Better - 7월 11일 (1256회) - AHOF / 그곳에서 다시 만나기로 해 - 7월 18일 (1257회) - CLOSE YOUR EYES / Snowy Summer - 7월 25일 (1258회) - NCT DREAM / BTTF 8월 - 8월 1일 (1259회) - TOMORROW X TOGETHER / Beautiful Strangers - 8월 8일 (1260회) - THE BOYZ / Stylish - 8월 15일 - EVNNE / How Can I Do - 8월 22일 (1261회) - |

## 같이 보기
- 뮤직뱅크
- 써클 차트 (구. 가온차트)